# Tombe du deuxième guerrier de Sesto Callende

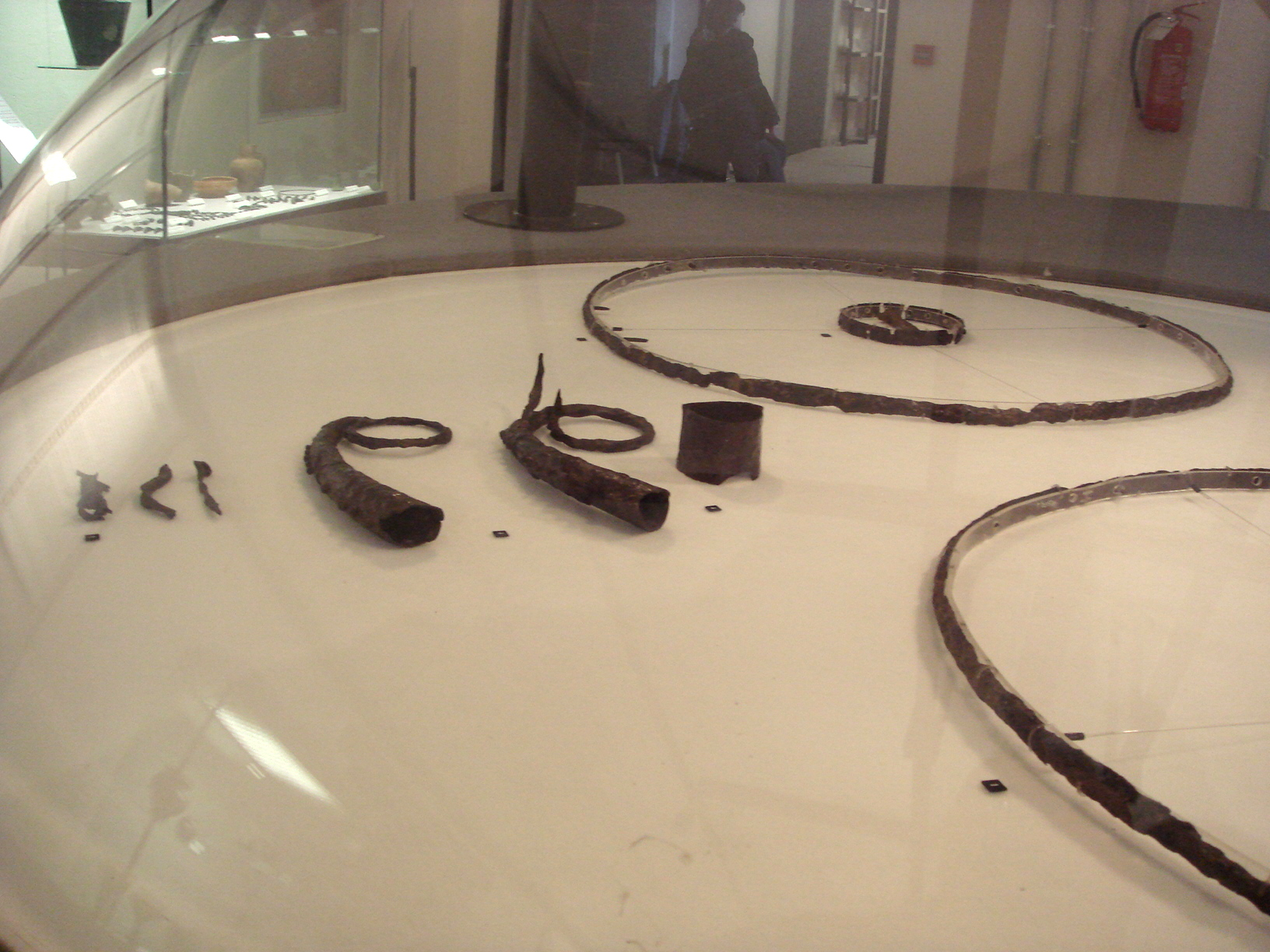
Éléments de char funéraire provenant de la tombe du second Guerrier de Sesto Calende. Ces artéfacts sont assignés au début du Ces derniers sont façonnés à partir de bronze laminé. Il s'agit d'un char à deux roues.

La tombe du deuxième guerrier de Sesto Calende est une sépulture sous tumulus découverte en 1928, sur le site de l'Asilo Basseti au sein de la ville de Sesto Calende, dans la province de Lombardie. Le riche mobilier funéraire extrait de la fosse, dont notamment un char à deux roues, indique que la sépulture est de type tombe à char et de surcroît une tombe princière. Ce dépôt funéraire est assigné aux environs de la fin du VIIe siècle av. J.-C. et appartient à l'aire géoculturelle de Golasecca.

## Localisation et topographie de la sépulture

### Topographie de la sépulture
La tombe consiste en un volumineux tumulus pierreux circulaire recouvrant une fosse creusée dans une terre riche et meuble de type argileuse,.
La cavité funéraire affecte une forme rectangulaire de 3,5 mètres de long et 1,5 mètre de large, pour une profondeur de 60 centimètres environ.
La sépulture est orientée selon un axe Nord-Ouest/Sud-Est. À sa découverte, la scène mortuaire de la fosse présentait une disposition classique, en ce sens que la totalité de la vaissellerie du viatique était concentrée sur la partie nord-ouest de la cavité, l'urne à incinération au centre, tandis que les éléments du char s'en octroyaient la moitié inférieure. Le chariot miniature et également les pièces d'armement offensif et défensif se plaçaient, quant à ces derniers, sur la frange orientale de la fosse.

## Découverte et fouilles archéologiques
Ultérieurement à la découverte accidentelle d'une première tombe à char aristocratique à inhumation au sein du quartier de La Castiona dans la zone urbaine de Sesto Calende, des fouilles sont entreprises sous l'égide de l'archéologue italien Piero Massati à la fin du mois de novembre 1928, sur une aire d'environ 40 mètres de rayon.
Le dépôt funéraire est mis au jour dès le début du mois de décembre 1928, au lieu-dit de l'Asilo Basseti, à quelques dizaines de mètres à peine du premier gisement mortuaire,,.
Le 8 décembre, le groupe d'archéologue mené par Piero Massati extrait les pièces d'un char incorporé dans la fosse mortuaire.
Postérieurement à l'excavation du mobilier funéraire, en 1929 des analyses métallurgiques et radiométriques et une identification de chaque fait archéologique constituant ce dernier sont effectuées par la scientifique Alda Levi. Puis, au cours de l'année 1930, Ettore Ghizlanzonni, encadré de l'équipe du laboratoire archéologique éponyme, réalise les reconstitution de nombreux éléments ajourés, dont notamment un remarquable char guerrier et/ou d'apparat. L'ensemble de l'exploration archéologique est rendue publique en 1944 par l'institut de recherche Ghizlanzonni.

## Contexte géographique: vue d'ensemble
- Carte des principaux archéologiques mis au jour appartenant à la Culture de Golasecca en Lombardie, d'après l'ouvrage collectif, La culture de Golasecca[7] ; et selon l'ouvrage de compte-rendu de colloque au Collège de France Les Celtes d'Italie, de Daniele Vitali[8] :

| a b c d e f g h i j k l m n o p q r |

Les deux grands pôles golasecciens sont représentés par les symboles : étoile à 4 branches rouge. La sépulture se localise au sud du lac de Côme et la région à proximité de Castelletto Sopra Ticino, sur les rives du Tessin. Ces deux principaux centres proto-urbains de la civilisation de Golasecca s'étant imposés au rang européen des flux commerciaux et géopolitiques au cours du VIIIe siècle av. J.-C. et VIIe siècle av. J.-C., pour le premier, et à partir du milieu du VIIe siècle av. J.-C., pour le second. Ces centres d'importance sont attribués respectivement aux moitiés orientales et occidentale l'aire d'extension de la culture de Golasecca, soit Golasecca type 1 et Golasecca type 2,.

## Le mobilier funéraire de la sépulture

### Le Char
De l'imposant artéfact mis au jour, seuls quelques éléments mis au jour subsistaient, dont essentiellement les composants métalliques. Cependant, la reconstitution extrêmement étudiée de celui-ci nous permet d'obtenir une vue d'ensemble suffisamment éclairée de l'objet.
Il s'agit d'un char à deux roues, de type course et/ou de type guerrier constitué de bois, de bronze, et de fer,.

#### La caisse du char
La caisse du véhicule est munie de garde-corps latéraux. Il dispose également de ridelles aux extrémités arrondies et agrémentées de motifs ornementaux aux formes spiralées,.

#### Les roues

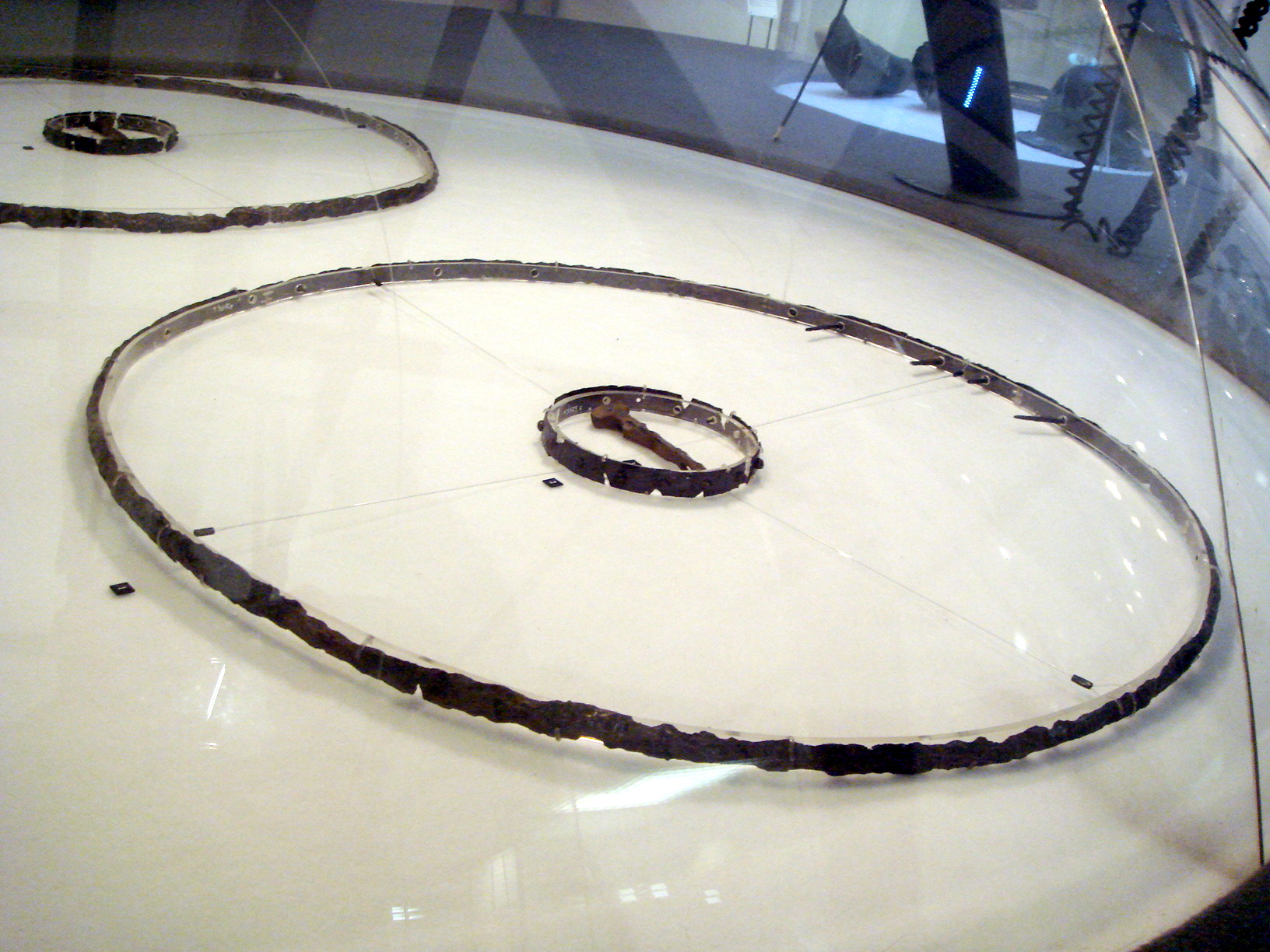
Cerclages et moyeux de char.

La paire de roues est pourvue d'un cerclage de fer mesurant environ 75 centimètres de diamètre et dotée d'une largeur de 2,4 centimètres. Les roues sont également constituées de huit rayons très probablement en bois,,.

#### Les moyeux

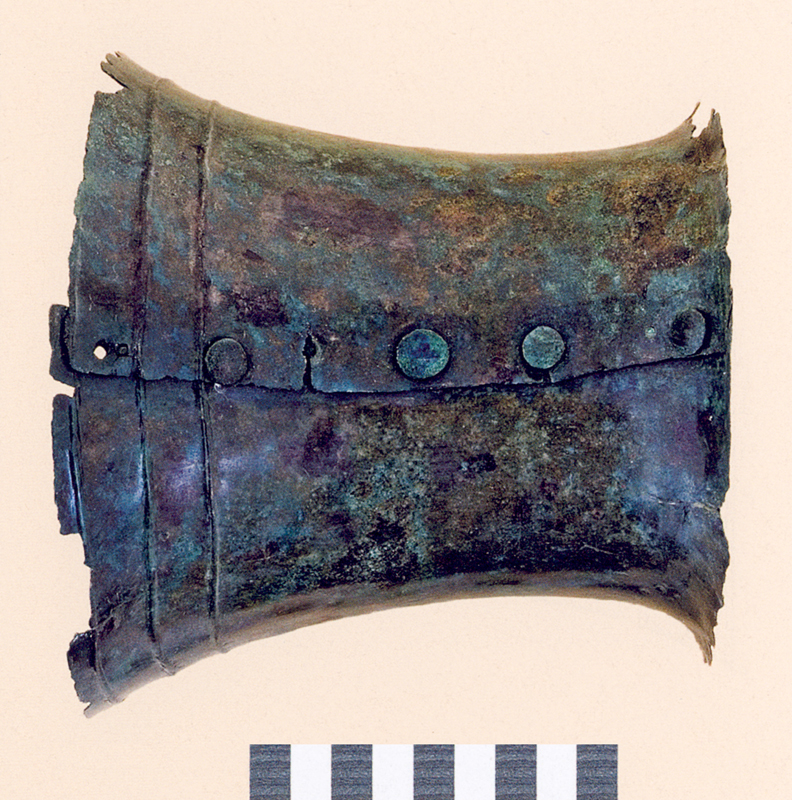
Moyeu du char forgé en bronze laminé. Cette pièce est indexée à la période dite GIIA. Actuellement exposée au Musée Archéologique de Varèse (Villa Mirabello), en Lombardie.

Les moyeux, de fabrication artisanale typiquement étrusque, possèdent une longueur d'approximativement 13 centimètres. Ces derniers se présentent sous l'aspect d'un tuyau épousant une forme hyperbolée sur leur axe médian. En outre, ils sont ouvragés en bronze laminé,.

#### Le harnachement

Les pièces d'harnachement
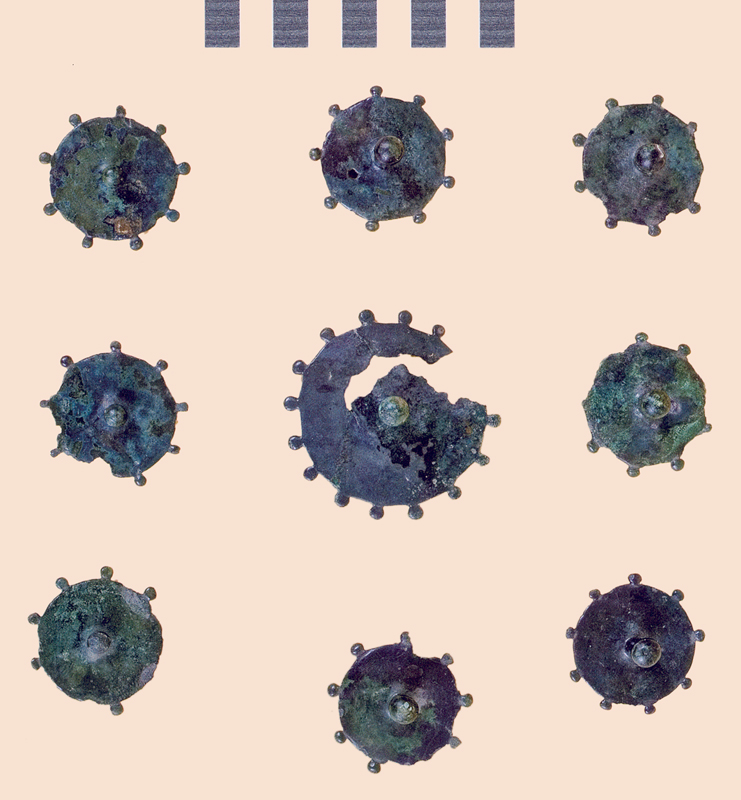
Phalères en bronze laminé, en forme de disque[N 5].
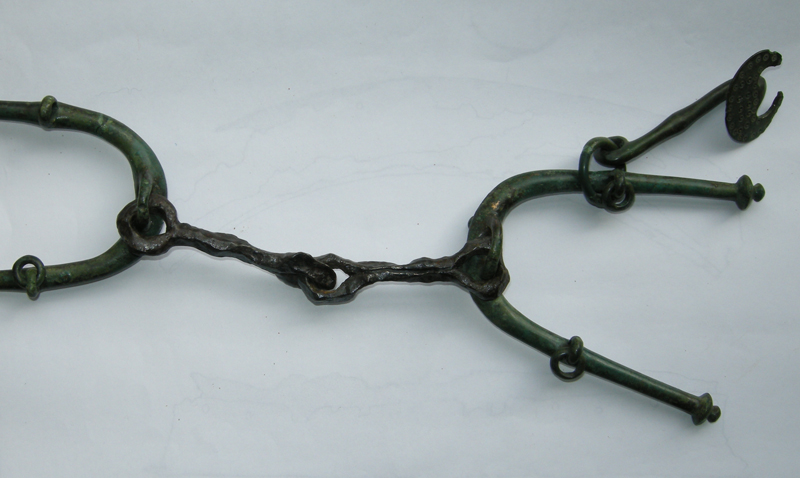
Mors de bride en bronze fusionné. Artéfacts exposés au Musée Archéologique de Varèse, en Lombardie.

Les éléments de harnachements incorporés dans la tombe du guerrier sont ouvragés en bronze patiné. Leur excellent état de conservation, ainsi que leur nombre, permettent de visualiser clairement l'ensemble de l'équipement équestre. Ces indices archéologiques démontrent que le char possédait une capacité d'attelage de deux équidés,.
Les mors affectent une forme de croissant,.
On peut remarquer que ce type de currus orientalisant, est essentiellement attesté au sein de dépôts funéraires aristocratiques assignés au VIIe siècle av. J.-C., dans les régions du Picénium et de l'Étrurie padanne,.

### Lavaissellerie

#### Les céramiques

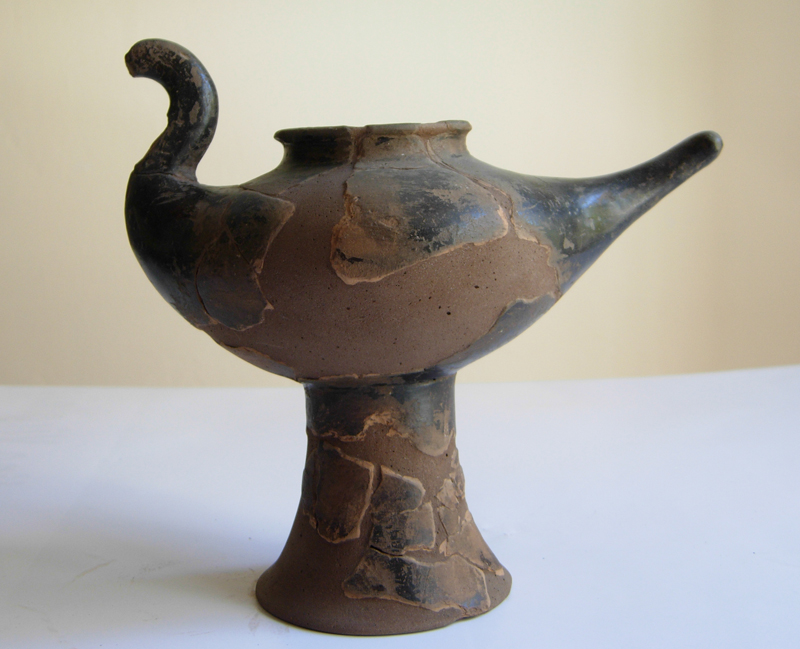
guttus de type ornitomorphe[N 8].
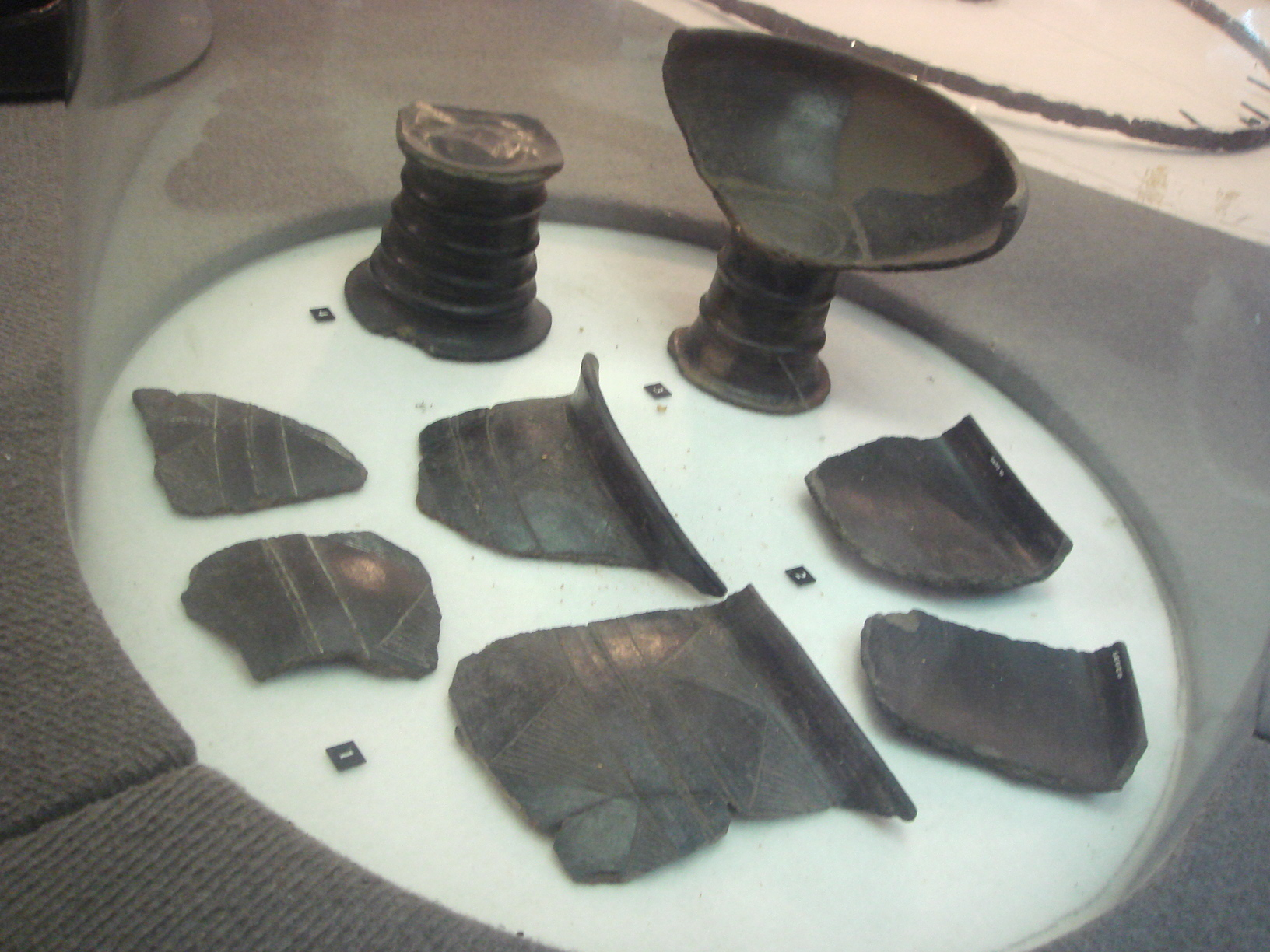
Céramiques découvertes dans la tombe du guerrier de Sesto Calende, dite tombe B/1928[N 9].
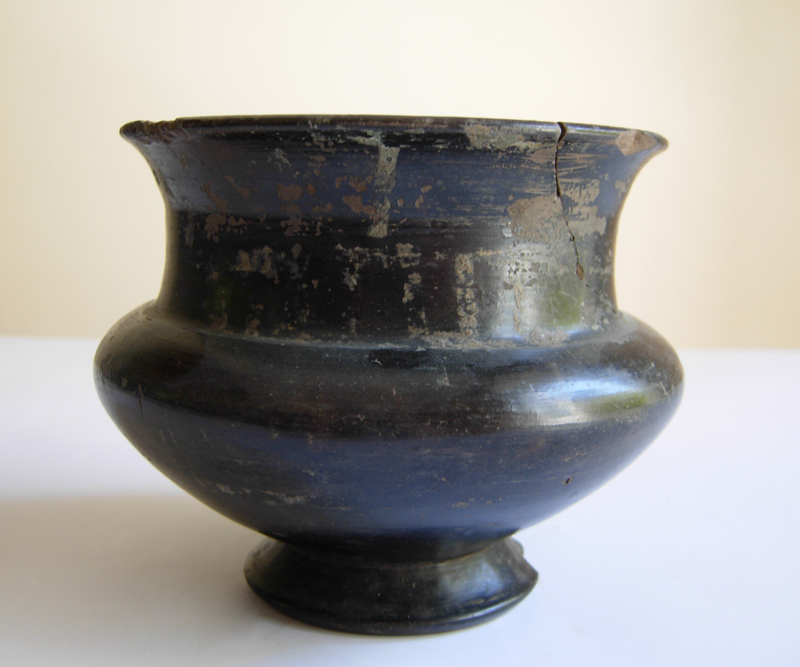
Verre à boisson à panse en S ou panse dite globulaire de la tombe B/1928. Céramique actuellememt conservée et exposée au Musée Archéologique de la Villa Mirabello, à Varèse, en Lombardie.

- Un guttus : l'un des pièces les plus remarquables du corpus vaissellier en céramique. Celle-ci affecte un aspect de type ornitomorphe. Il pourrait s'agir plus précisément d'une forme de canard. Son canal étroit de seulement 1 millimètre de diamètre permet d'obtenir un processus de goutte-goutte. Il est vraisemblable que cet artéfact était employé dans le but de verser et de contenir des liquides précieux et/ou onéreux tels que du vin ou une essence parfumée[13],[14];
- vase à boisson[14],[13];
- khyatoi en poterie fine noire monochrome, récipient de provenance étrusque utilisés pour verser ou mélanger du vin[14],[13]

#### La vaissellerie métallique

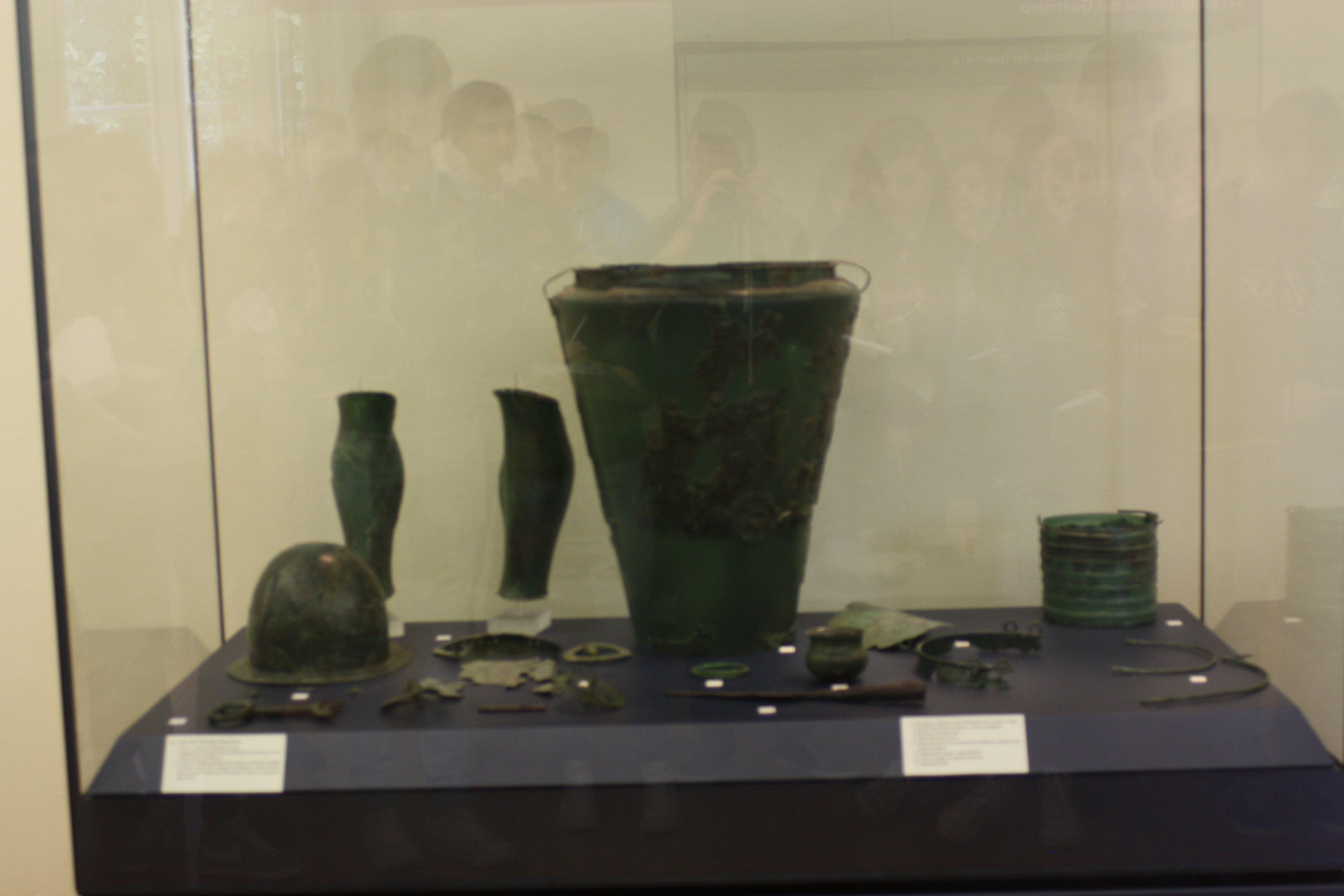
Vitrine d'exposition de quelques éléments du viatique.

- des récipients servant à entreposer et/ou à transporter du vin, tels que des amphores en bucchero d'origine étrusco-corinthienne[14];
- des situles de type Kurd en bronze, se présentant comme des sortes d'imposants seaux à large panse et pourvues d'anses entrelacées[N 11], afin de faciliter la prise manuelle de l'objet. Ces artéfacts récipiendaires auraient pour origine la moyenne vallée du Danube, dans une région s'étalant entre l'actuelle Hongrie orientale et la Roumanie occidentale[1],[15],[16]. Ces types de situles, indexées au IXe siècle av. J.-C. - VIIe siècle av. J.-C., seraient probablement des ouvrages artisanaux de peuples dont le faciès archéologique appartient à la culture dites à champs d'urnes[16];
- on relève aussi la présence de situles de type stamnoïde, plus petites celles-ci, également manufacturées en bronze et munies d'un bec-verseur. On objecte qu'elles ont été fabriquées au sein d'ateliers italiques[14].
- un troisième type de situle, produite à Bologne : celle-ci consiste en une sorte de vase à rebords incurvés. Elle est munie, par ailleurs, de poignées amovibles[14].
- un verre à boisson forgé en bronze coulé à ventre globulaire ou sphérique[14].
- une ciste à cordons[14];
- une seconde ciste, de faciès archéologique non déterminé et dont on a répertorié uniquement des fragments[1];
- un couvercle de situle façonné à partir de feuille de bronze et abondamment orné de motifs « orientalisants » : on a attesté que ce dernier provenait du plus ancien atelier de forge du site protohistorique d'Este, en Vénétie.

### Lechariot rituel
Un char miniaturisé, probablement destiné à une utilisation dans un contexte religieux , est l'une des pièces maîtresses du riche mobilier funéraire de la sépulture,.
Cet artéfact de type religieux affiche une base de forme rectangulaire avec une longueur de 27 centimètres, pour une largeur de 18,5 centimètres. Le chariot processionnel est forgé en bronze laminé, se pourvoit de quatre roues d'environ 10 centimètres de diamètre. Il supporte, incorporée en son centre, une large coupe, sorte de bassin cultuel, également manufacturée en bronze laminé dont le diamètre est de 27,5 centimètres.

### Les pièces d'armement

#### Armement défensif

##### Le casque

Casque et pièces du casques
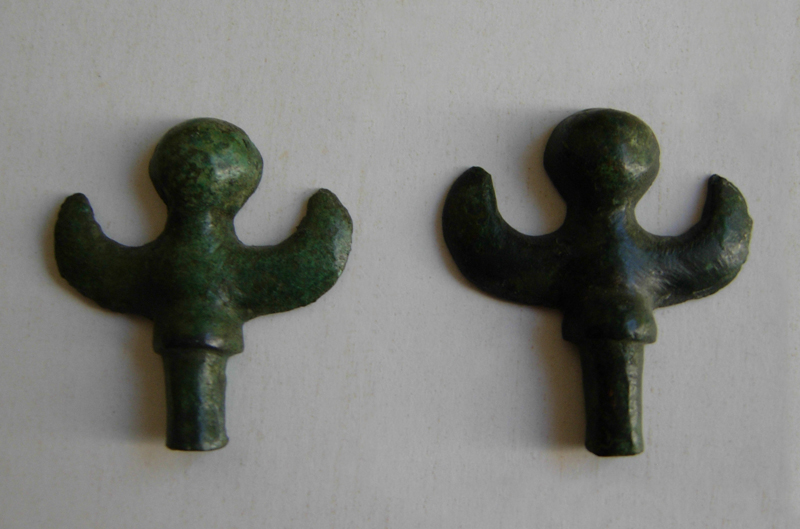
Élément de fixation du cimier sur le casque du guerrier de Sesto Calende[N 12].
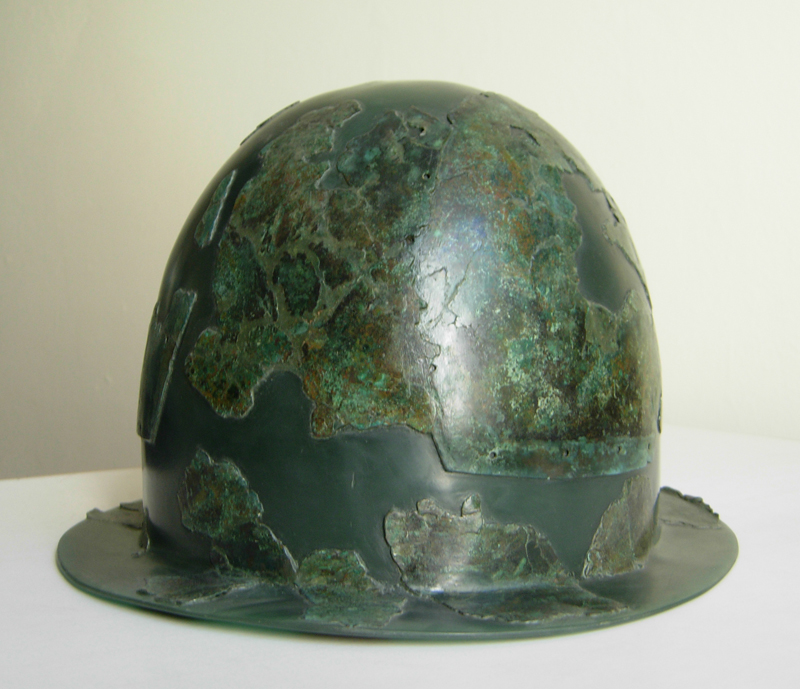
Casque façonné en bronze laminé[N 13].

La partie supérieure du casque consiste en une sorte de calotte hémisphérique affichant un diamètre de 24 centimètres et une hauteur maximale de 14,5 centimètres. Le haut du casque se décompose en trois plaques de tôle incurvées assemblées par le biais de douze rivets à tête plate. La plaque médiane, strictement rectangulaire, adopte une forme de demi-cercle de 38 centimètres de long, pour une largeur de 16 centimètres. Les deux autres feuilles métalliques de la coquille, également infléchis par technique de martelage encadrent la plaque médiane. Le produit fini affiche une indubitable uniformité.
Une feuille coulée au bronze est apposée sur la partie centrale du fronton calottaire. Elle est ornementée de figures entrelacées et spiralées telles des feuilles de palmiers ou encore un cheval stylisé. Celle-ci semble assurer non seulement une fonction héraldique, mais en outre, joue un rôle de maintien supplémentaire de l'ensemble.
La partie inférieure, quant à elle, affecte un aspect de base en forme de 3/4 de disque, d'une hauteur de 1,7 millimètre et large de 5,5 centimètres.
Les deux éléments du casque viennent se fixer l'un à l'autre au moyen de trente rivets à tête semi-globulaire.
Par ailleurs, deux fragments bronzifères en forme de sphinx ailés, semblent appartenir à l'artéfact défensif : il s'agit de deux broches de bronze coulé faisant office de supports à un crête de matière organique. Cette dernière serait très probablement composée de crin de cheval.

##### Lescnémides

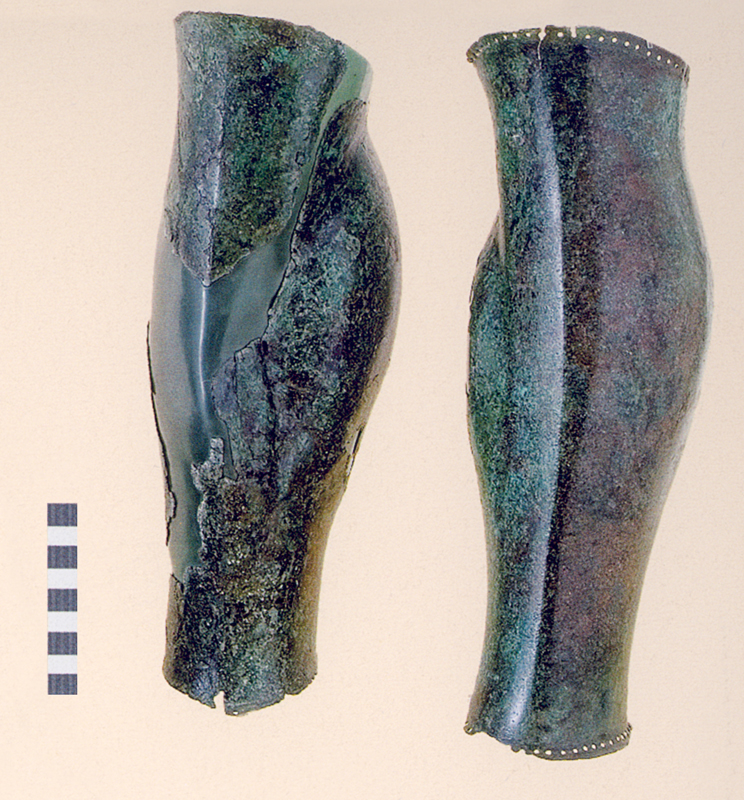
Cnémides ou jambières de type anatomique en bronze laminé.

Les cnémides, ou jambières réalisées en de feuille de bronze. Elles sont de type anatomiques, ces dernières épousant de manière idoine les formes du genou et du mollet,,.

#### L'armement offensif

##### L'épée

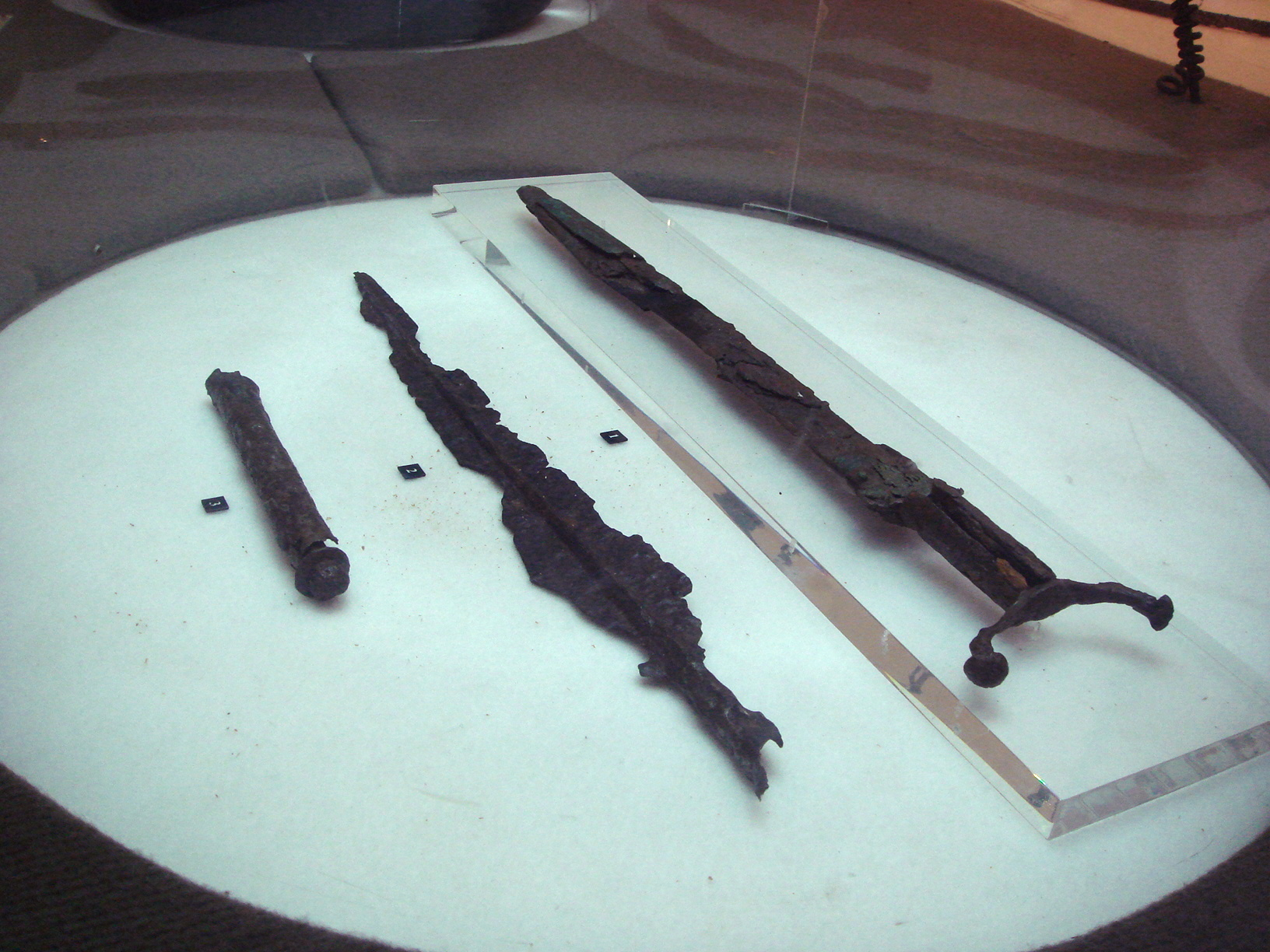
Épée et lames de poignards mis au jour dans la tombe du guerrier de Sesto Calende, Lombardie, district de Varèse.

Il s'agit d'un poignard à antennes biconvexe de type Neuenegg. La lame forgée en fer, possède une longueur d'environ 42 centimètres. Celle-ci vient se prolonger en tronçon directement au cœur de la garde puis de la poignée du glaive.
Le profil très caractéristique de la dextre de l'arme blanche, lui confère cette appellation de « poignard à antennes ». De facto, la poignée est agrémentée d'une extrémité pourvue de deux tiges incurvées en demi-cercle. Chacune d'entre elles se termine par une boule. L'ensemble de la poignée évoque un aspect insectiforme,.
La poignée et la garde de l'épée sont ouvragées au moyen d'un ruban de bronze obtenu par fusion, lui offrant un aspect serpentiforme. Celui-ci est enroulé en spirale autour du tronçon de la lame dont les boucles possède un diamètre variant entre 13 et 24 millimètres, conférant à l'ensemble de l'épée une solide prise en main, ainsi qu'une maniabilité et un équilibre qualitatifs. Les deux tiges insectiformes sont en revanche façonnées en bronze laminé,.
Par ailleurs, le mobilier funéraire co d'autres lames d'épée en fer ont été répertoriées au sein du mobilier funéraire.

##### Les pointes de lance

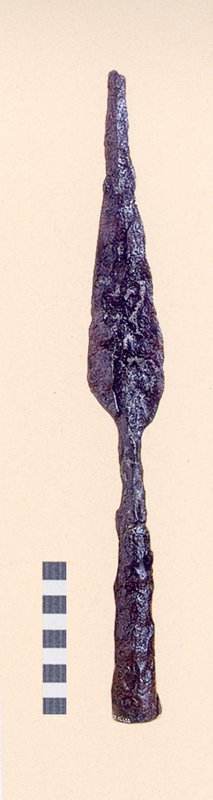
pointe de lance, façonnée en fer.

Outre le poignard à antennes, on a également mis au jour de nombreuses pointes de lance manufacturées par l'obtention de fer fusionné,. Ces fers sont indexés à la fin du VIIe siècle av. J.-C. Par ailleurs, on a déterminé que ces derniers seraient de faciès archéologique nord-hallstattien,,.